# Блужа (платформа)
Блу́жа (бел. Блужа) — остановочный пункт электропоездов в Пуховичском районе (Минская область, Беларусь).
Расположен в 73 километрах от Минска (станции Минск-Пассажирский) между остановочными пунктами Веленский и Майский (юго-восточное направление железнодорожной линии). 
Примерное время в пути со всеми остановками от ст. Минск-Пассажирский — 1 ч. 26 мин.; от ст. Пуховичи — 9 мин.
Ближайший населённый пункт — деревня Блужа (примыкает с северной и северо-восточной стороны платформы). Вблизи остановочного пункта также находится ряд садоводческих товариществ.